# 陶器車
陶器車（とうきしゃ）は、貨車の一種。日本国有鉄道（国鉄）における記号は英語で陶器を意味するポッテリー（Pottery）のポから採られた。なお、国鉄の車輌形式記号に原則として半濁点は使用しないが、ホッパ車の「ホ」と区別するために家禽車とともに例外として半濁点の使用が認められた。

## 概要
陶器を荷造りせず、簡易な縄掛けでばら積み輸送するための貨車であり、有蓋貨車の一種である。
当初、陶磁器類は厳重に荷造りをし、一般の有蓋車で輸送されていたが、昭和初期に棚付き家畜車を用いたばら積み輸送の試験を行ったところ好成績であったため、1933年（昭和8年）にワ1形の改造により、初めての陶器車であるポ1形が製作された。外見は一般の有蓋車と変わらないが、貨物室内に取り外し式の棚を設け、2段構造となっている。室内は3区画に区分され、荷役扉上部に荷崩れ防止のための扉板を2枚備えた。
日本国有鉄道には6形式が在籍し、そのほとんどが有蓋車、無蓋車からの改造製作でまかなわれた。（ポム200形のように豚積車から改造した車両もあった）
主に中京地区の駅に常備されて使用されていたが、昭和59年のダイヤ改正によってコンテナ輸送に取って代わられ、1986年（昭和61年）までに全廃された。

## 形式
下記に日本国有鉄道に在籍した形式と輌数等を掲載する。
| 形式名    | 荷重 | 改造初年           | 形式消滅年         | 走り装置     | 輌数 | 備考         |
| --------- | ---- | ------------------ | ------------------ | ------------ | ---- | ------------ |
| ポ1形     | 10t  | 1933年（昭和8年）  | 1953年（昭和28年） | シュー式     | 7    |              |
| ポ50形    | 10t  | 1933年（昭和8年）  | 1954年（昭和29年） | シュー式     | 45   |              |
| ポ100形   | 10t  | 1952年（昭和27年） | 1968年（昭和43年） | 一段リンク式 | 130  |              |
| ポ300形   | 10t  | 1955年（昭和30年） | 1971年（昭和46年） | 二段リンク式 | 40   |              |
| ポム1形   | 15t  | 1958年（昭和33年） | 1986年（昭和61年） | 二段リンク式 | 192  | 新製車もあり |
| ポム200形 | 15t  | 1969年（昭和44年） | 1974年（昭和49年） | 二段リンク式 | 150  |              |